# MDF.1
MDF.1, das Magdeburger Fernsehen 1 (MDF.1 – Lokales Fernsehen GmbH), ist ein privater Fernsehsender in Magdeburg.
MDF.1-Fernsehen ist ein kommerzieller Ballungsraum-Fernsehsender in Sachsen-Anhalt und sendet täglich das Neueste aus dem Ballungsraum Magdeburg zu den Themenbereichen Politik, Kultur, Wirtschaft, Boulevard, Sport, Wetter.

## Geschichte
Am 1. Dezember 1997 war der Sendestart von MDF.1 aus dem IGZ Barleben. Die Lizenz für den Regelbetrieb wurde am 28. November 2001 durch die Landesmedienanstalt Sachsen-Anhalt erteilt.
Ende des Jahres 2006 war der Sender maßgeblich in die Heendorf-Affäre um den Magdeburger CDU-Stadtrat Michael Heendorf verwickelt. Die resultierenden Beschwerden des Oberbürgermeisters der Stadt Magdeburg bei der Medienanstalt Sachsen-Anhalt (MSA) wurden jedoch alle abgewiesen, da der Sender nur seiner Pflicht zur Berichterstattung nachgekommen war.
Im Oktober 2007 stellte „MDF.1 Lokales Fernsehen Magdeburg GmbH“ den Insolvenzantrag und stellte zum 31. Dezember 2007 seinen Sendebetrieb ein. Seit dem 1. Januar 2008 wird das Programm vom neuen Lizenzinhaber der Firma „Stefan Richter Audio & Videoservice“ produziert und verantwortet. Der Sitz in der Landeshauptstadt Magdeburg in der Georg-Kaiser-Straße 3 wurde wegen der Insolvenz aufgegeben. Dort hatte die Gründungs GmbH ursprünglich auf ca. 2.500 Quadratmetern 25 feste und 15 freie Mitarbeiter zur Erstellung des tagesaktuellen Programms beschäftigt. Der neue Sitz ist in Welsleben.
Seit 1. September 2021 hat MDF.1 ein neues On-Air-Design sowie ein geändertes Logo.

## Empfang
MDF.1 betreibt drei Playout Server bei den wichtigsten Kabelnetzbetreibern in Magdeburg und Schönebeck und erreicht ca. 130.000 Haushalte in diesen Kabelnetzen. Das Programm ist auf der eigenen Homepage als Video On Demand Angebot anzusehen. MDF.1 ist über den Dienst DAILY ME auf das Handy zu laden.